# La Française des Jeux (wielerploeg)/1998
Deze pagina geeft een overzicht van de wielerploeg Française des Jeux in 1998.
| Naam                                       | Geboortedatum | Nationaliteit       | Ploeg 1997        |
| ------------------------------------------ | ------------- | ------------------- | ----------------- |
| Jevgeni Berzin                             | 03-06-1970    | Rusland             | Batik-Del Monte   |
| Franck Bouyer                              | 17-03-1974    | Frankrijk           |                   |
| Jimmy Casper                               | 28-05-1978    | Frankrijk           | beloften          |
| Patrick D'Hont                             | 18-11-1975    | België              | beloften          |
| Nicolas Fritsch (stagiair vanaf 01-09)     | 19-12-1978    | Frankrijk           | -                 |
| Mauro Gianetti                             | 16-03-1964    | Zwitserland         |                   |
| Frédéric Guesdon                           | 14-10-1971    | Frankrijk           |                   |
| Stephane Heulot                            | 20-09-1971    | Frankrijk           |                   |
| Chris Horner                               | 23-10-1971    | Verenigde Staten    |                   |
| Xavier Jan                                 | 02-06-1970    | Frankrijk           |                   |
| Yvon Ledanois                              | 05-07-1969    | Frankrijk           | GAN               |
| Emmanuel Magnien                           | 07-05-1971    | Frankrijk           | Festina-Lotus     |
| Bradley McGee                              | 24-02-1976    | Australië           | beloften          |
| Christophe Mengin                          | 03-09-1968    | Frankrijk           |                   |
| Franck Morelle                             | 13-08-1964    | Frankrijk           | ?                 |
| Anthony Morin                              | 27-06-1974    | Frankrijk           | Big Mat-Auber '93 |
| Damien Nazon                               | 26-06-1974    | Frankrijk           |                   |
| Jean-Patrick Nazon                         | 18-01-1977    | Frankrijk           |                   |
| Fabrice Parent (stagiair vanaf 01-09)      | 11-02-1978    | Frankrijk           | -                 |
| Andrea Peron                               | 14-08-1971    | Italië              |                   |
| Franck Perque                              | 30-11-1974    | Frankrijk           | beloften          |
| Maximilian Sciandri                        | 15-02-1967    | Verenigd Koninkrijk |                   |
| Jean-Michel Tessier (stagiair vanaf 01-09) | 22-12-1977    | Frankrijk           | -                 |
| Flavio Vanzella                            | 04-03-1964    | Italië              |                   |
| Nicolas Vogondy                            | 08-08-1977    | Frankrijk           |                   |

1997 · 1998 · 1999 · 2000 · 2001 · 2002 · 2003 · 2004 · 2005 · 2006 · 2007 · 2008 · 2009 · 2010 · 2011 · 2012 · 2013 · 2014 · 2015 · 2016 · 2017 · 2018 · 2019 · 2020 · 2021 · 2022 · 2023 · 2024 · 2025